# Thanatus dissimilis
Espèce
Thanatus dissimilis est une espèce d'araignées aranéomorphes de la famille des Philodromidae.

## Distribution
Cette espèce est endémique des Hautes-Pyrénées en France,.

## Description
Le mâle mesure 3,0 mm et la femelle 4,5 mm.

## Publication originale
- Denis, 1960 : Quelques captures d'araignées pyrénéennes (II). Bulletin de la Société d'Histoire Naturelle de Toulouse, vol. 95, p. 124-144.